# Minocycline
La minocycline est un antibiotique du groupe des cyclines. Elle fait partie des tétracyclines de deuxième génération. 
Elle est indiquée contre nombre d'infections bactériennes.

On l'utilise principalement comme antiacnéique. 

## Mécanisme et résistance
Il s'agit d'une molécule pléiotrope.

La minocycline possède une activité anti-inflammatoire sur le cerveau, en détruisant les biomarqueurs (chimiokines, cytokines...) du type MMP-9, ERO, MAPK, PARP-1 ou caspases 1,3 (Ce dernier jouant un rôle dans l'apoptose). 
Elle possède aussi une activité neuroprotectrice qui lui permet, en cas de traumatisme crânien, de diminuer le volume lésionnel, ainsi que le déficit fonctionnel lié au traumatisme crânien. Des études montrent qu'elle aurait un effet positif sur l'amélioration des capacités cognitives sur des patients atteints de la maladie d'Alzheimer. Lors de traumatisme crânien, la minocycline réduit l'activation microgliale et diminue ainsi sur le volume des lésions. Au niveau post-traumatique, elle réduirait aussi l'hyperactivité locomotrice qui peut être induite par le traumatisme. Elle peut réduire ainsi l'atrophie des régions régulièrement touchées par les traumatismes crâniens telles que le bulbe olfactif ou encore le cortex pariétal. Le mécanisme neurologique ferait intervenir l'inhibition de la caspase 1.

## Contre-indications
Cet antibiotique ne figure pas dans la liste recommandée par l'Organisation Mondiale de la Santé dans la liste recommandée contre les tuberculoses multirésistantes. Seules les expériences in vitro suggèrent une possible efficacité contre le bacille de Koch. Aucun essai chez l'animal n'a été conduit. 

## Effets secondaires et risques
L'efficacité - d'ailleurs relative - de la minocycline et ses équivalents dans le traitement de l'acné tend à s'estomper rapidement après l'arrêt du médicament, d'où la tentation de prolonger la prescription sur des périodes beaucoup trop longues.
Les risques d'allergie avec éruptions cutanées (dermatose vésiculeuse) sont importants, surtout en cas d'utilisation prolongée.
Le ratio bénéfices/risques a fait l'objet d'une réévaluation par l'AFSSAPS (mars 2011).
Contrairement à d'autres molécules, il ne semble pas provoquer une résistance aux antibiotiques.
L'emploi prolongée du médicament peut entraîner une coloration gris-bleutée de la peau et des phanères ainsi que des sclères.

## Utilisation en test en dehors de ses propriétés antibiotiques
Plusieurs études précliniques sont en cours, pour ses effets lors des traumatismes crâniens. Il existe une certaine efficacité de la minocycline associée à la risperidone dans les symptômes négatifs de la schizophrénie. Dans la sclérose en plaques, elle semble retarder la survenue d'un deuxième accident déficitaire.

## Fiche
| Minocycline et ses sels | |
|                         | |
| Informations générales  | |
| Princeps                | - Aknin-N (Suisse), - Aknoral (Suisse), - Klinotab (Belgique), - LOGRYX (France), - MESTACINE (France), - Minac 50 (Suisse), - Mino-50 (Belgique), - Minocin (Belgique, Suisse, Canada), - MINOCYCLINE BIOGARAN (France), - Minocycline EG (Belgique, France), - MINOCYCLINE GNR (France), - MINOCYCLINE IREX (France), - MINOCYCLINE IVAX (France), - MINOCYCLINE MERCK (France), - Minocycline Sandoz (Belgique), - MINOCYCLINE TEVA (France), - MINOLIS (France), - Minotab (Belgique), - MYNOCINE (France), - YELNAC (France), - ZACNAN (France) |
| Classe                  | Antibiotique |
| Identification          | |
| No CAS                  | 10118-90-8 |
| No ECHA                 | 100.226.626 |
| Code ATC                | A01AB23 et J01AA08 |
| DrugBank                | DB01017 |
| modifier                | |